# Polskie Radio Lwów
Polskie Radio Lwów – regionalna rozgłośnia Polskiego Radia we Lwowie, działająca w latach 1930–1939.

## Historia
Stacja nadawcza lwowskiej rozgłośni Polskiego Radia została uruchomiona 15 stycznia 1930. Początkowo miała moc 2 kW, w 1931 zwiększono ją do 16 kW, zaś w 1936 do 50 kW. Studia i biura rozgłośni mieściły się w gmachu przy ul. Batorego 6, zaś stacja nadawcza na terenie Targów Wschodnich. Lwów był w 1939 roku najlepiej zradiofonizowanym miastem w Polsce, z 45 tysiącami abonentów radiowych. Rozgłośnia była niezwykle popularna ze względu na audycje rozrywkowe dla dzieci i dorosłych, nadawane w zasięgu ogólnopolskim, w tym Wesołą Lwowską Falę. Sygnał rozgłośni lwowskiej skomponował Tadeusz Seredyński.
Rozgłośnia była nadawana fali średniej 385,1 m.
Po wybuchu II wojny światowej w czasie kampanii wrześniowej 11 września 1939 na antenie PR Lwów ogłoszono zamknięcie rozgłośni (ogłosiła to spikerka Celina Nahlik). Tego samego dnia kierownictwo radia zostało ewakuowane, po czym 12 września decyzją Dowództwa Obrony Lwowa zostało zawrócone ze Stanisławowa do Lwowa celem ukończenia radiostacji krótkofalowej dla wojska (konkretnie Witold Korecki), a 13 września otwarto ponownie nadawanie (Celina Nahlik). Następnie rozgłośnia działała pod ostrzałem Niemców, ostatecznie w wyniku trafienia został unieruchomiony nadajnik i przerwano nadawanie. Z uwagi na to dyrekcja rozgłośni wypożyczyła z Politechniki Lwowskiej radiostację krótkofalową i nadawali za jej pośrednictwem aż do czasu trafienia przez Niemców elektrowni miejskiej i pozbawienia miasta elektryczności. Następnego dnia, 22 września 1939 do Lwowa wkroczyli sowieci, co w związku z kapitulacją miasta zakończyło działalność rozgłośni.

## Kierownictwo rozgłośni

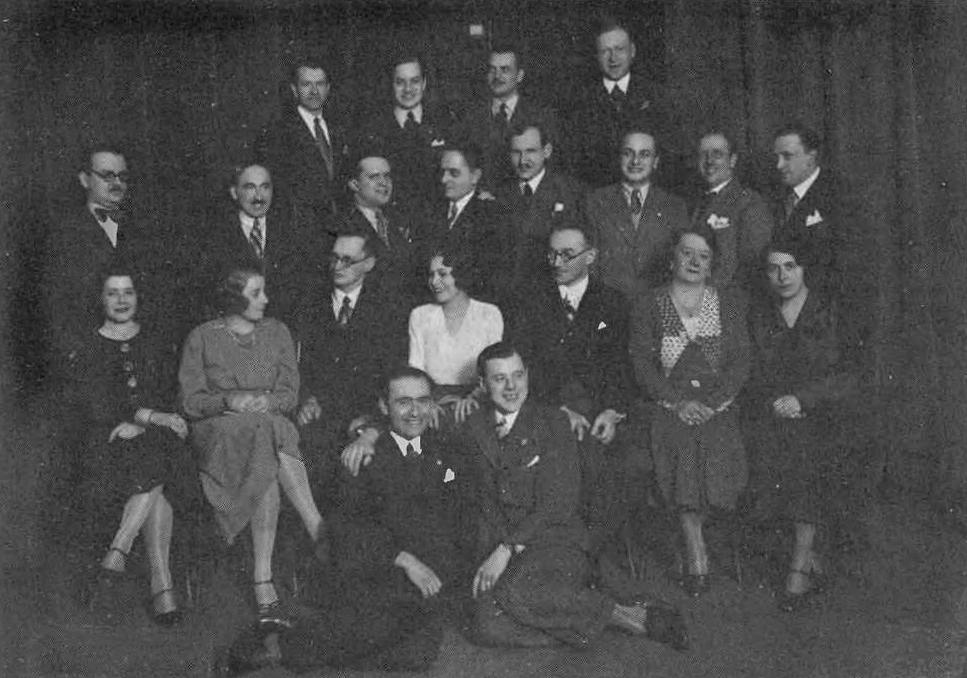
Ekipa Polskiego Radia Lwów

- Witold Scazighino – dyrektor techniczny i administracyjny[6]
- Juliusz Petry – dyrektor programów (późniejszy dyrektor naczelny),
- Janusz Żuławski,
- Witold Korecki – kierownik techniczny,
- Adam Sołtys – kierownik muzyczny,
- Ada Artzt – kierownik audycji dziecięcych,
- ks. Michał Rękas – kierownik programów religijnych,
- Karol Klimsza – kierownik amplifikatorni,
- prof. Rudolf Wacek – kierownik referatu sportowego,
- Tadeusz Fabiański – kierownik referatu prasowego,
- Witold Majewski – kierownik referatu propagandy,
- Ludwik Bojczuk – referent literacko-społeczny[7][8]

## Spikerzy
- Bohdan Sadowski,
- Celina Nahlik (późniejsza autorka reportaży muzycznych),
- Jerzy Tepa,
- Wiktor Budzyński (późniejszy twórca Wesołej Lwowskiej Fali i kierownik referatu literackiego),
- Kazimierz Wajda (Szczepcio).
- Zdzisław Kunstmann (do lutego 1936)[9]
- Czesław Halski (od marca 1936)

## Najbardziej znane audycje rozrywkowe
- Nasze Oczko
- Wesoła Lwowska Niedziela
- Wesoła Lwowska Fala – cotygodniowe audycje Polskiego Radia Lwów, istniejące od 1933 (zastąpiły Wesołe Lwowskie Niedziele), powstałe z inicjatywy Wiktora Budzyńskiego, które skupiły w rozgłośni lwowskiej szereg charakterystycznych typów folkloru lwowskiego: Kazimierza Wajdę (Szczepcia) i Henryka Vogelfängera (Tońka), radcę Strońcia (granego przez Wilhelma Korabiowskiego), Aprikosenkranza i Untenbauma (granych przez Mieczysława Monderera i Adolfa Fleischera), czy Władę Majewską i Józefa Wieszczeka
- Ta-joj
- Gospoda pod Lwowem
- Rozmowa z lwami pod ratuszem
- Wesoły tygodnik dźwiękowy
- Radio chorym
- Poezja Młodego Lwowa
- występy chóru Eryana i chóru Esbena oraz zespołu rewelersów „Wesoła Piątka”

## Inne audycje
- radio chorym (pierwsze w Polsce audycje dla chorych, stworzone w 1931 przez sekretarza Apostolstwa Chorych, ks. Michała Rękasa, które stopniowo rozwinęły się do wielkiej akcji radiofonizacji szpitali i pomocy dla najuboższych)
- transmisje niedzielnych i świątecznych nabożeństw z kościołów obrządku łacińskiego i ormiańskiego, a w święta obrządku greckiego nabożeństw z Cerkwi Wołoskiej
- Teatr Wyobraźni, w którym wystawiał specjalnie dla radia pisane słuchowiska lwowski pisarz i profesor VIII gimnazjum im. Kazimierza Wielkiego, Kazimierz Brończyk
- Kronika naukowa
  - dział filozofii prowadzony przez prof. Kazimierza Ajdukiewicza
  - dział kultury i przeszłości Lwowa prowadzony przez prof. Stanisława Łempickiego
  - dział nauk ścisłych, sztuki i tematyki społecznej prowadzony przez prof. Leona Chwistka
- Wieczory literackie prowadzone przez poetkę dr Jadwigę Gamską-Łempicką
- felietony humorystyczno-sentymentalne Henryka Zbierzchowskiego, laureata nagrody literackiej miasta Lwowa
- fragmenty prozy literackiej w wykonaniu przedstawicieli młodego pokolenia – Teodora Parnickiego i Mariana Promińskiego
- Lwowska Warta – audycja dla wsi
- przeglądy filmowe
- transmisje sportowe
- audycje omawiające zagadnienia kultury towarzyskiej, sprawy społeczne i kobiece
- występy orkiestry Tadeusza Seredyńskiego (od 1938 stały zespół rozgłośni) w koncertach o charakterze popularnym, rozrywkowym i tanecznym

## Radio Lwów
29 października 1992 roku rozpoczęło nadawanie Radio Lwów jako rozgłośnia społeczna, nawiązująca do tradycji rozgłośni lwowskiej Polskiego Radia. Radio Lwów nadaje trzygodzinne cotygodniowe pasma na antenie prywatnej stacji „Nezałenist” (106,7 MHz).